# Xã Wiley, Quận Randolph, Arkansas
Xã Wiley (tiếng Anh: Wiley Township) là một xã thuộc quận Randolph, tiểu bang Arkansas, Hoa Kỳ. Năm 2010, dân số của xã này là 111 người.